# إتالا
إتالا (بالإيطالية: Itala)‏ هي بلدية في مقاطعة ميسينا في صقلية الإيطالية.

## السكان
في سنة 1861 بلغ عدد السكان 1٬836 نسمة، وتطور العدد ليصل في سنة 2011 لـ 1٬663 نسمة.
يظهر هذا المخطط البياني تطور النمو السكاني لـ إتالا